# مايا (مغنية)
مايا (هانغل: 마야) هي مغنية وشاعرة وممثلة كورية جنوبية، ولدت في 17 نوفمبر 1979 في مدينة تشنغجو في كوريا الجنوبية.

## وصلات خارجية
- الموقع الرسمي
- مايا (ممثلة كوري جنوبي) على موقع ميوزك برينز (الإنجليزية)